# Таш-Чишма
Таш-Чишма́ (рос. Таш-Чишма, башк. Ташшишмә) — присілок у складі Шаранського району Башкортостану, Росія. Входить до складу Нижньозаїтовської сільської ради.
Населення — 10 осіб (2010; 19 у 2002).
Національний склад:
- башкири — 100 %